# Zatōichi (película de 1962)
Zatoichi (座頭市物語 Zatōichi monogatari?) es una película japonesa dramática y de acción de 1962 dirigida por Kenji Misumi y protagonizada por Shintaro Katsu. Es la primera parte de una saga de 26 films en total, basados siempre en el personaje homónimo creado por el novelista Kan Shimozawa. El personaje de Zatoichi fue interpretado en casi todas sus entregas por Shintaro Katsu.

## Sinopsis
En esta primera entrega de la saga de Zatoichi se presenta al personaje: Ichi es un masajista ciego extremadamente hábil luchando con la espada, el cual se encuentra en medio de la lucha de dos clanes yakuza rivales (Lioka y Sasagawa).

## Reparto
- Shintaro Katsu como Zatoichi.
- Masayo Banri como Otane.
- Ryūzō Shimada como Shigezō de los Sasagawa Yakuza.
- Hajime Mitamura como Hanji de Matsugishi.
- Shigeru Amachi como Miki Hirate.
- Chitose Maki como Yoshi, la esposa de Hanji.
- Ikuko Mōri como Oyutaka, la esposa de Shigezō.
- Michio Minami como Tatekichi de los Iioka Yakuza.
- Eijirō Yanagi como Sukegorō de Iioka.
- Toshio Chiba como Masakichi de Iioka.
- Manabu Morita como Seisuke de Iioka.
- Yoichi Funaki como Yogorō de Sasagawa.
- Kin'ya Ichikawa como Mokichi de Sasagawa.
- Eigorō Onoe como Rihei de Sasagawa.
- Yoshito Yamaji como Yahei, el padre de Tatekichi.
- Yukio Horikita como Kanaji de Sasagawa.
- Ryūji Fukui como Daihachi de Iioka.